# Ернан Галіндес
Ернан Галіндес (ісп. Hernán Galíndez, нар. 30 березня 1987, Росаріо) — аргентинський і еквадорський футболіст, воротар клубу «Аукас» та національної збірної Еквадору.

## Клубна кар'єра
Народився 30 березня 1987 року в місті Росаріо. Вихованець футбольної школи клубу «Росаріо Сентраль». Дорослу футбольну кар'єру розпочав 2008 року в основній команді того ж клубу, в якій провів два сезони, взявши участь у 27 матчах чемпіонату. Згодом на правах оренди грав також за «Кільмес».
Місце основного голкіпера отримав лише у складі екваторського «Універсідад Католіка», до якого приєднався 2012 року. Загалом відіграв за команду з Кіто дев'ять сезонів своєї ігрової кар'єри.
Протягом частини 2022 року захищав кольори «Універсідад де Чилі», після чого повернувся до Еквадору, приєднавшись до команди «Аукас».

## Виступи за збірну
Виступаючи в Еквадорі, прийняв пропозицію отримати громадянство цієї країни і захищати кольори національної збірної Еквадору, за яку дебютував 2021 року.
У складі збірної був учасником розіграшу Кубка Америки 2021 року в Бразилії. По ходу турніру став основним воротарем збірної. Наступного року був включений до її заявки на чемпіонат світу в Катарі.